# Reichenau GR

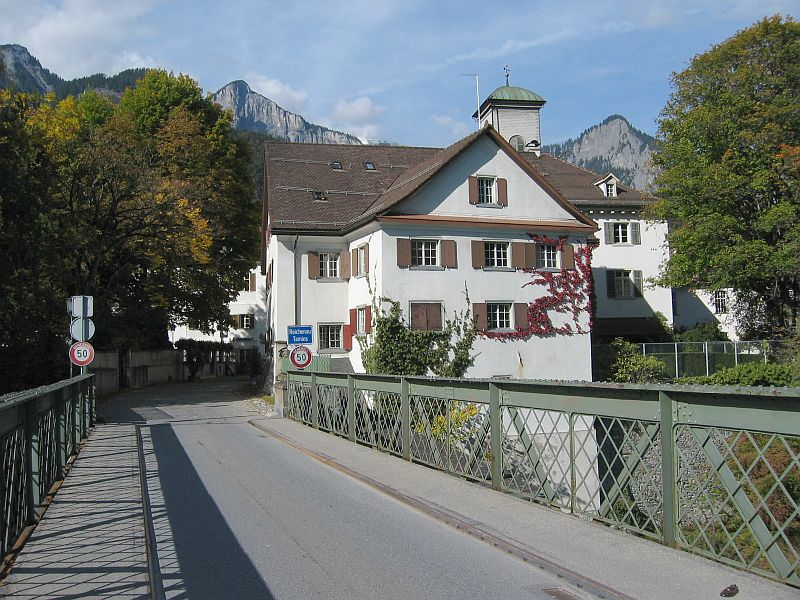
Reichenau GR

Reichenau este o localitate situată la o altitudine de 604 m. care aparține de comuna Tamnins din cantonul Graubünden, Elveția. Aici are loc formarea Rinului prin confluarea ramurilor sale de origine Vorderrhein și Hinterrhein (Rinul Anterior și Rinul Posterior).